# دشیلووو
دشیلووو (به صربی: Dešilovo) یک منطقهٔ مسکونی در صربستان است که در مروشینا واقع شده‌است.